# 佩吕
佩吕（法語：Peyruis，法語發音：[peʁɥi]）是法国上普罗旺斯阿尔卑斯省的一个市镇，位于该省中西部，属于福卡尔基耶区。

## 地理
佩吕（44°1'44"N, 5°56'25"E）面积23.23 平方千米，位于法国普罗旺斯-阿尔卑斯-蓝色海岸大区上普罗旺斯阿尔卑斯省，该省份为法国东南部内陆省份，北起上阿尔卑斯省，西接沃克吕兹省，西北接德龙省，南至瓦尔省，东临滨海阿尔卑斯省，东北部与意大利接壤。
与佩吕接壤的市镇（或旧市镇、城区）包括：加纳戈比、马勒富加斯-欧热斯、萊梅、蒙福尔、蒙洛、锡贡斯。

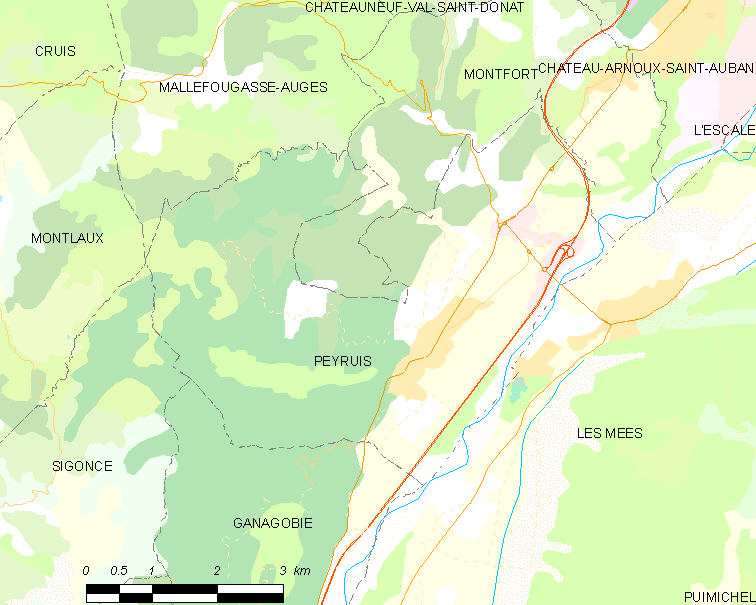
佩吕的OSM定位图

佩吕的时区为UTC+01:00、UTC+02:00（夏令时）。

## 行政
佩吕的邮政编码为04310，INSEE市镇编码为04149。

## 政治
佩吕所属的省级选区为阿尔努堡-圣欧邦县。

## 人口

1962-2008年间佩吕人口变化图示

佩吕于2022年1月1日时的人口数量为2796人。